# Jagdschloss Schöffgattern

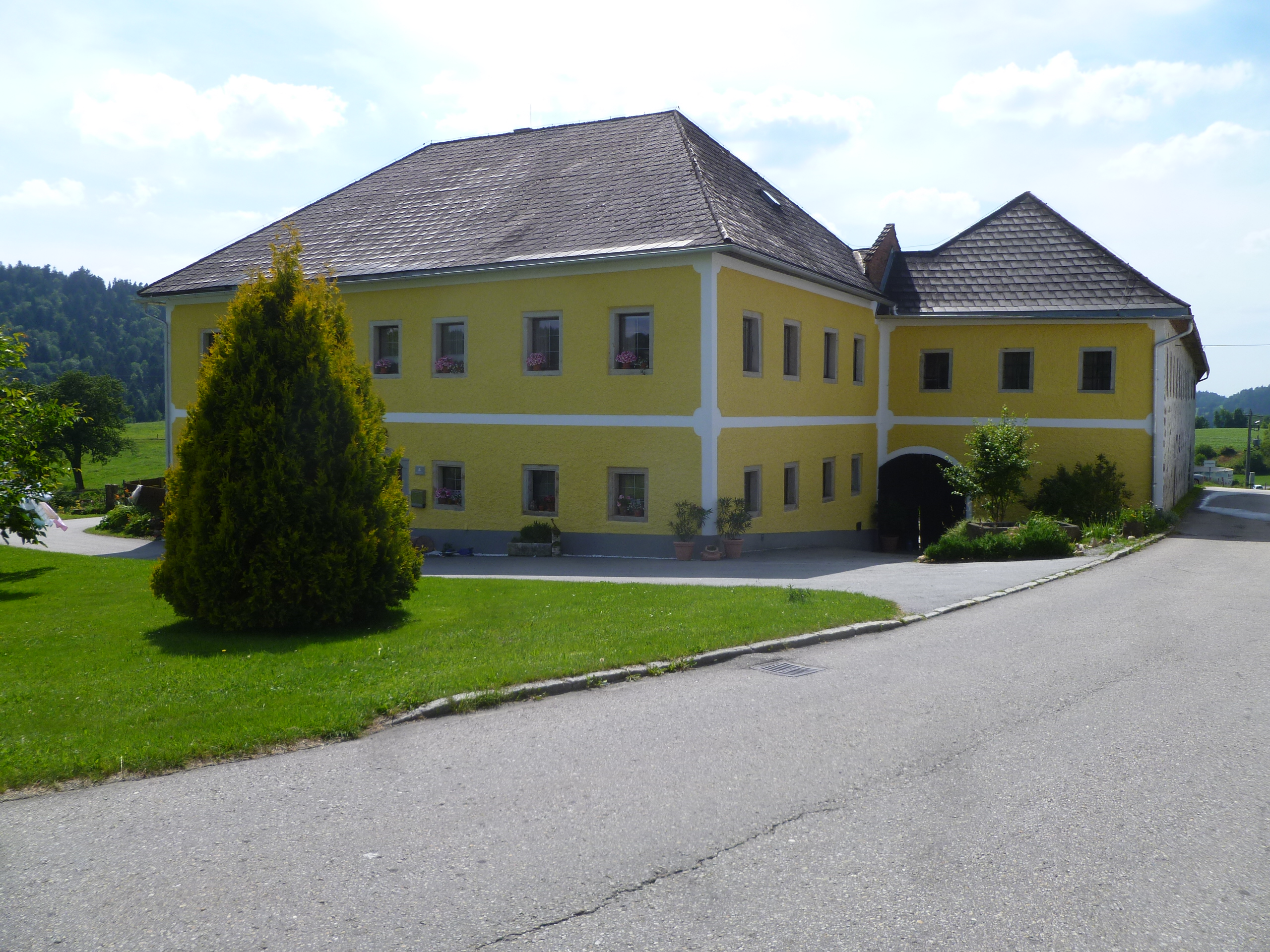
Schöffgattern bei Oberkappel

Das Jagdschloss Schöffgattern lag im gleichnamigen Ortsteil von Oberkappel im Bezirk Rohrbach von Oberösterreich.
Das Haus Nr. 4 in Schöffgattern wurde 1770 als Jagdschloss des Passauer Bischofes Leopold Ernst von Firmian bezeichnet. 1784 wurde es wieder in einen Bauernhof umgewandelt und vererbrechtet. Heute wird der Hof von der Familie Jell bewirtschaftet.